# Olha o Passarinho
Olha o Passarinho é uma canção da cantora e apresentadora brasileira Eliana, o quinto single de sua carreira como cantora , parte do seu álbum homônimo de 1995.  O clipe desta canção foi gravado no Walt Disney World, dirigido por Milton Neves, com a participação de diversos personagens da Disney, como Mickey Mouse, Pateta, entre outros.  Mais tarde, a dança desta canção seria reutilizada para o single Brincar com Chiquinho.

## Background

### Composição
Para seu novo disco, Eliana ganhou como música principal a canção "Olha o Passarinho". Ela foi composta por Cláudio Fontana, João Plinta e Marcele Fontana exclusivamente para o disco. 

### Lançamentos
Originalmente, a canção foi lançada em 1995 como um single, entrando para o disco Eliana no mesmo ano.  Mais tarde, em 1998, a canção foi incluída na coletânea Eliana: Os Maiores Sucessos, além de outras lançadas em outros anos, como Eliana Focus: O Essencial de Eliana e Eliana Maxximun. 